# Linnaemya boxi
Linnaemya boxi là một loài ruồi trong họ Tachinidae.